# Katharina Hintzen
Katharina Hintzen (* 1989 in Oberhausen) ist eine deutsche Schauspielerin.

## Leben
Katharina Hintzen absolvierte von 2008 bis 2012 die Hochschule für Musik, Theater und Medien Hannover, und spielte bereits während ihres Studiums unter anderem am Deutschen Theater Göttingen und an den Theatern in Münster und Oberhausen. Von 2012 bis 2019 hatte sie ein Engagement am Staatstheater Darmstadt. Seitdem ist sie freiberuflich tätig und hatte Verpflichtungen am Stadttheater Ingolstadt sowie erneut in Darmstadt.
Bekannte Rollen waren bislang die Luise in Kabale und Liebe von Friedrich Schiller, die Titelrolle in Sophokles’ Tragödie Antigone, Irina in Drei Schwestern von Anton Tschechow oder Prinzessin Natalie von Oranien in Prinz Friedrich von Homburg oder die Schlacht bei Fehrbellin von Heinrich von Kleist. Für ihre Darstellung des Schweizer in Schillers Räuber wurde sie 2006 mit dem Nachwuchs-Förderpreis innerhalb des Oberhausener Theaterpreises ausgezeichnet.
Vor der Kamera war Hintzen unter anderem 2018 als Tante Veronika in der Verfilmung von Hape Kerkelings Autobiografie Der Junge muss an die frische Luft zu sehen.
Katharina Hintzen lebt in Köln.

## Filmografie (Auswahl)
- 2012: Wilsberg – Halbstark
- 2018: Der Junge muss an die frische Luft
- 2020: Tatort – Die Ferien des Monsieur Murot
- 2020: SOKO Köln – Superhelden
- 2021: Die Bestatterin – Die unbekannte Tote
- 2022: Vierwändeplus  Willkommen in China
- 2022: Friesland: Unter der Oberfläche
- 2022: Geborgtes Weiß
- 2023: Bettys Diagnose – Gefühlschaos
- 2024: Theresa Wolff – Dreck!
- 2024: Tatort: Cash
- 2024: Nelly und das Weihnachtswunder (Fernsehfilm)
- 2025: Friesland: Abdrift